# Óscar Blank

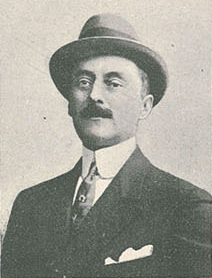
Óscar Blank

Óscar Blank foi o primeiro piloto aviador português a obter o brevet internacional com o número 8, em Paris, a 12 de Julho de 1909. Encontra-se sepultado no cemitério alemão de Lisboa.